# Gotta Stop (Messin' About)
Singles de Prince
Do It All Night
(1981) Controversy
(1981)
Gotta Stop (Messin' About) est une chanson du musicien Prince, inédite et non-issue d'un album particulier de Prince. Le single marque la première publication d'un titre qui n'est pas extrait d'un album studio.
Le single est publié au Royaume-Uni au format vinyle 7" en tant que deux vinyles distincts, l'un avec la chanson Uptown en face-b, et l'autre avec le titre I Wanna Be Your Lover, extraite de l'album Prince. Gotta Stop (Messin' About) est inclus en 1982 sur le single Let's Work en tant que face-b.

## Liste des titres
| A.  | Gotta Stop (Messin' About) | 2:54 |
| B1. | Uptown                     | 5:30 |
| B2. | Head                       | 4:32 |

| A. | Gotta Stop (Messin' About)   | 2:54 |
| B. | I Wanna Be Your Lover (Edit) | 2:57 |

| A. | Gotta Stop (Messin' About) | 2:56 |
| B. | Uptown                     | 5:30 |